# Коровянский, Юрий Анатольевич
Ю́рий Анато́льевич Коровя́нский (30 сентября 1967, Горловка, Украинская ССР — 8 марта 2017, Камбре, О-де-Франс, Франция) — советский и украинский волейболист, игрок сборных СССР, СНГ (1991—1992) и Украины (1993—2005). Чемпион Европы 1991, обладатель Кубка мира 1991, чемпион СНГ 1992. Нападающий. Мастер спорта международного класса (1991).

## Спортивная карьера
Начал заниматься волейболом в Горловке. Первый тренер — В. И. Петляков. В 1984—1993 годах выступал за команду «Шахтёр» Донецк. В её составе стал серебряным призёром чемпионата СССР (1991), чемпионом СНГ (1992), двукратным чемпионом Украины (1992, 1993).
С 1992 года играл в клубах Европы:
1993—1994 гг. — «Орестиада» (Греция),
1994—1995 гг. — «Пафос» (Кипр),
1995—1996 гг. — «Туркуэн» (Франция),
1996—1997 гг. — «Тур» (Франция),
1997—1998 гг. — «Пари ЮК» (Париж, Франция),
1998—2000 гг. — «Страсбург» (Франция),
2000—2001 гг. — «Аллюэн» (Франция),
2001—2006 гг. — «Камбре» (Франция).
Чемпион Франции (1998). Серебряный призёр чемпионата Греции (1994). Бронзовый призёр Кубка европейских чемпионов (1998).
В 1999—2001 годах — играющий тренер французских команд «Страсбур» и «Аллюэн». С 2007 года — тренер команды «Камбре» (Франция).
В сборных СССР и СНГ в официальных соревнованиях выступал в 1991—1992 годах. В их составе победитель розыгрыша Кубка мира (1991), чемпион Европы в Германии (1991), бронзовый призёр Мировой лиги (1991), участник летних Олимпийских игр в Барселоне (1992), розыгрыша Мировой лиги (1992).
В 1993—2005 годах выступал за национальную сборную Украины.
Скончался от амиотрофического бокового склероза (болезнь Лу Герига).

## Семья
Сын Артём (род.1994), также стал волейболистом.